# Карма Тинлей Ринпоче
Карма Тинлей Ринпоче (роден 1931 година)) е тибетски будистки учител или лама, важен носител на приемственостите Кагю Махамудра, Сакя Ламдре и Чод и е активен и в Западния свят. Той също е ценен и като учен, поет и човек на изкуствата.

## Биография
Карма Тинлей Ринпоче е роден в Нангчен в тибетската провинция Кхам или днес в китайската провинция Цинхай през 1931. Двегодишен той бива разпознат като прераждане на Беру Шаяк Лама Кунрик..
През 1950-те години Ринпоче прави много поклоннически пътувания. След това се установява за известен период в манастира Цурпху, традиционното седалище на Кармапите. Шестнадесетия Кармапа Рангджунг Ригпе Дордже го разпознава като тулку на Карма Тинлейпа.
През 1959 година Ринпоче напуска Тибет и отпътува за Индия, където поема грижата за развитието и обучението на млади лами. Тук той става един от първите тибетски лами в изгнание обучаващи западни ученици. През 1971 година той придружава група от тибетски бежанци в Онтарио, Канада в качеството на техен лама и през 1973 основава в Торонто будистки център наречен Кампо Гангра Друбгю Линг
През 1982 година Карма Тинлей Ринпоче успява да посети родния си край Нангчен за първи път след четвърт век откакто го е напуснал. По-късно той се връща на няколко пъти и основава храм в столицата на окръг Нангчен Шодра, а също и училище за децата на номадите в долината Шангшунг.
През 1988 той основава женски манастир до Бода в Непал, а също и малък център за медитация в Парпинг.
Сред неговите ученици е и лама Джампа Тайе, негов дхарма регент и основател на центровете Дечен.